# Ca’ Belvedere di Monte Poggiolo
Ca’ Belvedere di Monte Poggiolo, vereinfachend Monte Poggiolo genannt, ist eine der ältesten archäologischen Fundstätten Italiens. Sie wurde nach einem Ortsteil von Castrocaro Terme e Terra del Sole benannt, der zu Füßen des Monte Poggiolo liegt, eines 212 m hohen Berges rund 10 km von Forlì entfernt. Unweit der mittelalterlichen Burg Rocca di Monte Poggiolo wurden ab 1983 mehrere Tausend steinerne Artefakte entdeckt, deren älteste etwa 850.000 Jahre zurückreichen. Die Entdecker waren Luisa Fontana und Franco Proli.
Der Fundort liegt zwischen Bologna und Rimini, nordwestlich von Forlì, am Südrand der Po-Ebene. Heute liegt er etwa 40 km von der Küste entfernt, doch zu jener Zeit lag die Küste nahe. Durch marine Sedimente und durch Ablagerungen der Flüsse (Imola-Sande) entstanden dort zahlreiche Hügel. Die daraus abgeleitete Datierung wurde jedoch 1994 angezweifelt. Überreste der Fauna fanden sich nicht, jedoch wiesen Foraminiferen, Ostrakoden und Mollusken auf eine meeresnahe Brackwassermarschenumgebung hin.
Insgesamt wurden etwa 5200 meist sehr kleine Abschläge, Werkzeuge und deren Vorprodukte entdeckt. Paläomagnetische Untersuchungen erwiesen, dass die Fundstätte mindestens 780.000 Jahre alt sein musste; die darunter liegende Schicht (Argille Azzurre) ist 1,3 bis 1,4 Millionen Jahre alt. 2011 wurde das Alter näher auf rund 850.000 Jahre bestimmt. Zuletzt wurde dabei die Elektronenspinresonanz (ESR) eingesetzt. 
Die Fundstücke befinden sich im Museo Civico Archeologico Antonio Santarelli.